# 东营庙
东营庙是一座明代的关帝庙，位于中国陕西省渭南市韩城市金城街道韩城古城历史文化街区东城隍庙巷258号（东端的南侧）。东营庙介于韩城文庙和韩城城隍庙的中间，贯通古城东部街区的这三大古建筑，并称为“韩城古城三庙”。东营庙是韩城古城的五营庙之一，保存较为完整，距离五营庙中的另一处北营庙（全国重点文物保护单位）不足500米。东营庙已列为陕西省文物保护单位。

## 历史
东营庙始建于明代初期，原为东、南、西、北、中五处城防军营驻地内的关圣庙之一。清康熙二十年（1681年）和道光十二年（1832年）重修。1949年以后，东营庙由聋哑学校占用。1986年交给韩城市文化馆。2000年交给韩城市博物馆。

## 建筑
东营庙坐东向西，前后两进院落，占地3000平方米。沿东西轴线依次排列有山门、过殿、享殿和寝殿，北侧还有三公祠、斗母宫等建筑。
- 山门位于最西端，悬山顶，面阔三间，两面门额刻“关圣庙”、“忠义”楷书题记。
- 过殿，单檐悬山顶，面阔三间。
- 献殿，单檐悬山顶，斗拱四铺作单昂。面阔三间。
- 寝殿，单檐硬山顶，面阔三间。
- 三公祠祭祀三国刘、关、张“三公”。楹联：“三人仨姓三兄弟，一君二臣一圣人”。

## 保护
2003年9月24日，东营庙由陕西省人民政府公布为第四批陕西省文物保护单位，编号4-3-12。